# Open House Verlag
Der Open House Verlag ist ein 2011 von Christiane Lang und Rainer Höltschl gegründeter Verlag für Belletristik und Sachbuch mit Sitz in Berlin.

## Geschichte
Der Verlag wurde wegen der Nähe zu Institutionen des literarischen Lebens (DLL,  HTWK, HGB) in Leipzig gegründet. Der Name des Verlages steht für unterschiedliche Weltanschauungen, verschiedene, widersprüchliche Denk- und Lebensansätze, „für kulturelle und politische Vielfalt. Offen für neue, ungewöhnliche Schreibweisen“. „Open House“ ist eine Anspielung auf den gleichnamigen Song von Lou Reed und John Cale über Andy Warhols Factory. Die ersten Titel erschienen 2012.

## Verlagsprogramm
Ziel des Verlags ist es, die inhaltliche und gestalterische Arbeit wieder möglichst eng mit der Programmgestaltung zu verbinden sowie zeitgenössische Belletristik und Sachbuch thematisch zu verknüpfen.
Programmschwerpunkte sind deutschsprachige und internationale Gegenwartsliteratur (Reihe 1), Sachbücher zu aktuellen Themen aus Politik, Gesellschaft und Kultur in der Reihe Seismograph und eine Klassiker-Reihe mit Neu- und Wiederentdeckungen (Reihe Backup).

## Autoren (Auswahl)
Zu den Autoren des Verlages zählen die US-amerikanische Autorin Paula Bomer mit Erzählungen (Baby, 2014, und Madeleine, 2017) und dem Roman Neun Monate (2015), die Norwegerin Ingvild H. Rishøi mit ihren mehrfach preisgekrönten Winternovellen, der Norweger Pedro Carmona-Alvarez (Norwegischer Romanpreis für Später, in der Zukunft, die kommen wird), in der Klassiker-Reihe Robert Musil mit der Prosa-Sammlung Geschichten, die keine sind (2019), Christoph Jehlicka mit dem Roman Das Lied vom Ende (2018), Babet Mader mit Dialoge (2015) und den Romanen hungrig (2012) und Väter (2013), Nicola Nürnberger mit den Romanen Westschrippe und Berlin wird Festland, Poljak Wlassowetz und Caroline Günther mit ihren Debütromanen Mirovia bzw. EinSatz sowie die Sachbuch-Autoren Sven Hannes (Die Bombe, 2017), James A. Grymes (Die Geigen des Amnon Weinstein, 2017), Daniel Fetzner und Martin Dornberg.

## Sonstiges
Der Open House Verlag ist Unterstützer der Kurt Wolff Stiftung.